# ریو هیو-یونگ
ریو هیو-یونگ (انگلیسی: Ryu Hyo-young؛ زادهٔ ۲۲ آوریل ۱۹۹۳) بازیگر، خواننده، و مدل (شخص) اهل کره جنوبی است. وی از سال ۲۰۱۰ میلادی تاکنون مشغول فعالیت بوده‌است.
از فیلم‌ها یا برنامه‌های تلویزیونی که وی در آن نقش داشته‌است می‌توان به مدرسه ۲۰۱۳ اشاره کرد.